# Нуру (массаж)
Нуру — японская техника эротического массажа, зародившаяся в городе Кавасаки, заключающаяся в том, что один или несколько голых массажистов трутся и скользят по обнажённому телу клиента, предварительно намазав себя специальной смазкой. Слово происходит от японского языка и переводится как «скользкий/гладкий». 
Практикующие нуру используют прозрачный лосьон без запаха и вкуса, который производится из листьев морских водорослей. Гель наносится вручную, равномерно по всему телу клиента и массажиста. Во время массажа участники попытаются получить максимально возможный физический контакт, массажисты часто используют все свое тело и даже касаются лица. Сильные тактильные ощущения дают свой эффект и помогают снять стресс.
Массаж нуру является законным в Японии, а также в некоторых городах Канады, Европы и США. Формально подобный массаж не является сексуальной услугой (проституцией), так как не происходит полового акта, которым, впрочем, зачастую нуру заканчивается.